# Лабуне (гмина)
Лабуне (пол. Łabunie) — сельская гмина (волость) в Польше, входит как административная единица в Замойский повет, Люблинское воеводство. Административный центр гмины — деревня Лабуне. Население — 6273 человека (на 2004 год).

## Сельские округа
1. Бархачув
2. Брудек
3. Домброва
4. Лабуне
5. Лабуне-Реформа
6. Лабуньки-Друге
7. Лабуньки-Первше
8. Майдан-Рушовски
9. Моцувка
10. Рушув
11. Рушув-Колёня
12. Вежбе
13. Вулька-Лабуньска

## Соседние гмины
1. Гмина Адамув
2. Гмина Комарув-Осада
3. Гмина Крынице
4. Гмина Ситно
5. Гмина Замость